# Франкенія
Франкенія — єдиний рід у родині франкенієвих (Frankeniaceae). Родина тісно пов'язана з родиною Tamaricaceae.

## Морфологія
Це галофітні однорічні або багаторічні чагарники, напівчагарники або трави. Листки супротивні, прості, часто маленькі. Суцвіття пахвові або прикінцеві. Квітки дрібні, гермафродитні, радіально симетричні. Плід — капсула, укладена в чашечку. Численне насіння.

## Поширення
Населяють теплі помірні й субтропічні регіони, часто в прибережних районах. Досягає найбільшої розмаїтості в пустелях від Північної Африки до Центральної Азії, а також в західній частині Південної Америки. Мешкає також в Австралії, Північній Америці, Південній Африці, на Атлантичних островах. В Європі проживає вид Frankenia laevis. В Україні зростає і занесена до Червоної книги франкенія припорошена (Frankenia pulverulenta L.).